# Татьяна Репина (пьеса Чехова)
«Татья́на Ре́пина» — драма в одном действии Антона Павловича Чехова. Написана в 1889 году. Представляет собой продолжение пьесы А. С. Суворина «Татьяна Репина», с теми же персонажами. Чеховская драма посвящена Суворину. В период создания пьесы Чехов дружил с Сувориным и деятельно участвовал в постановке его «Татьяны Репиной» в Москве.
В чеховской «Татьяне Репиной» изображено церковное венчание двух персонажей суворинской пьесы — Олениной и Сабинина — и истерика в толпе «дамы в чёрном», которую приняли за отравившуюся (в конце драмы Суворина) Татьяну Репину. Поскольку на сцене изображено богослужение (прерываемое репликами других персонажей), публикация и постановка пьесы по цензурным условиям были невозможны. Суворин, будучи владельцем типографии и издателем газеты «Новое время» опубликовал высоко оценённую им одноактную драму Чехова в отдельном типографском малотиражном оттиске (Татьяна Репина. Драма в 1 действии Антона Чехова (Посвящается А. С. Суворину). — СПб.: 1889), не проходившем цензуру.

## Действующие лица
- Оленина.
- Кокошкина.
- Матвеев.
- Зоненштейн.
- Сабинин.
- Котельников.
- Кокошкин.
- Патронников.
- Волгин, молодой офицер.
- Студент.
- Барышня.
- О. Иван, кафедральный протоиерей, старик 70 л.
- О. Николай
- О. Алексей
- Дьякон.
- Дьячок.
- Кузьма, церковный сторож.
- Дама в чёрном.
- Товарищ прокурора.
- Актёры и актрисы.

## Экранизация
Пьеса вместе с рассказом «Тяжёлые люди» легла в основу фильма Киры Муратовой Чеховские мотивы (2002).